# Les Tortues Ninja (série de films)
Pour les articles homonymes, voir Tortue (homonymie) et Ninja (homonymie).
 Pour plus de détails, voir Fiche technique et Distribution
Les Tortues Ninja (Teenage Mutant Ninja Turtles), une équipe de super-héros créée par Kevin Eastman et Peter Laird et apparue pour la première fois en 1984 dans le comics homonyme, ont marqué leur présence au cinéma à travers sept longs métrages. 
Le premier film, intitulé simplement Les Tortues Ninja, est sorti en 1990 au sommet de la popularité de la franchise. Bien qu'il ait reçu des critiques mitigées, il a connu un grand succès commercial qui a engendré deux suites directes : Les Tortues Ninja 2 : Les héros sont de retour (Teenage Mutant Ninja Turtles II: The Secret of the Ooze), sortie en 1991, et Les Tortues Ninja 3 (Teenage Mutant Ninja Turtles III), sortie en 1993, qui ont toutes deux connues un succès modeste. 
En 2007, la franchise prend un nouveau tournant avec le film d'animation TMNT : Les Tortues Ninja (TMNT), qui s'inspire à la fois de la saga originale et de la série animée de 2003.
Après avoir acquis la licence en 2009, Viacom a confié à Paramount Pictures les droits exclusifs de diffusion en salle des Tortues Ninja. En 2014, la franchise se voit relancée avec un reboot intitulé Ninja Turtles, suivi en 2016 par Ninja Turtles 2 (Teenage Mutant Ninja Turtles: Out of the Shadows), film qui a marqué le premier échec financier de la saga.
En 2023, les Tortues Ninja font leur retour sur grand écran avec un reboot animé, Ninja Turtles: Teenage Years (Teenage Mutant Ninja Turtles: Mutant Mayhem), leur deuxième long métrage d'animation sorti au cinéma après celui de 2007. 
À ce jour, les sept films de la franchise cinématographique ont accumulé un total de 1,3 milliard de dollars de recettes au box-office mondial.

## Première série et film d'animation

### Fiche technique
| Titre                       | Les Tortues Ninja (1990)         | Les Tortues Ninja 2 (1991)                              | Les Tortues Ninja 3 (1993)       | TMNT : Les Tortues Ninja (2007)  |
| --------------------------- | -------------------------------- | ------------------------------------------------------- | -------------------------------- | -------------------------------- |
| Titre original              | Teenage Mutant Ninja Turtles     | Teenage Mutant Ninja Turtles II: The Secret of the Ooze | Teenage Mutant Ninja Turtles III | TMNT                             |
| Titre québécois             | Les Tortues Ninja                | Les Tortues Ninja 2 : La Solution Secrète               | Les Tortues Ninja 3              | TMNT : Tortues Ninja             |
| Réalisateur                 | Steve Barron                     | Michael Pressman                                        | Stuart Gillard                   | Kevin Munroe                     |
| Scénaristes                 | Todd W. Langen                   | Todd W. Langen                                          | Stuart Gillard                   | Kevin Munroe                     |
| Scénaristes                 | Bobby Herbeck                    |                                                         |                                  |                                  |
| Monteurs                    | William D. Gordean               | Steve Mirkovich                                         | William D. Gordean               | John Damien Ryan                 |
| Monteurs                    | Sally Menke                      | John Wright                                             |                                  |                                  |
| Monteurs                    | James R. Symons                  |                                                         | James R. Symons                  |                                  |
| Musique                     | John Du Prez                     | John Du Prez                                            | John Du Prez                     | Klaus Badelt                     |
| Photographie                | John Fenner                      | Shelly Johnson                                          | David Gurfinkel                  | Steve Lumley                     |
| Producteurs                 | David Chan                       | David Chan                                              | David Chan                       | Kyle Clark                       |
| Producteurs                 | Kim Dawson                       | Kim Dawson                                              | Kim Dawson                       | Galen Walker                     |
| Producteurs                 | Simon Fields                     | Thomas K. Gray                                          | Thomas K. Gray                   | Thomas K. Gray                   |
| Producteurs                 |                                  |                                                         | Gary Propper                     | Paul Wang                        |
| Sortie                      | 30 mars 1990                     | 22 mars 1991                                            | 17 mars 1993                     | 23 mars 2007                     |
| Sortie                      | 12 décembre 1990                 | 17 juillet 1991                                         | 21 juillet 1993                  | 11 avril 2007                    |
| Durée                       | 93 minutes                       | 88 minutes                                              | 96 minutes                       | 87 minutes                       |
| Budget                      | 13 500 000 $                     | 25 000 000 $                                            | 21 000 000 $                     | 34 000 000 $                     |
| Genres                      | Action, comédie, science-fiction | Action, comédie, science-fiction                        | Action, comédie, science-fiction | Action, comédie, science-fiction |
| Genres                      |                                  |                                                         | Animation                        |                                  |
| Pays d'origine              | États-Unis                       | États-Unis                                              | États-Unis                       | États-Unis                       |
| Pays d'origine              | Hong Kong                        |                                                         |                                  |                                  |
| Distributeur aux États-Unis | New Line Cinema                  | New Line Cinema                                         | New Line Cinema                  | Warner Bros.                     |

### Distribution
| Personnages             | Films                                      | Films                                                           | Films                      | Films                           |
| Personnages             | Les Tortues Ninja (1990)                   | Les Tortues Ninja 2 (1991)                                      | Les Tortues Ninja 3 (1993) | TMNT (2007)                     |
| ----------------------- | ------------------------------------------ | --------------------------------------------------------------- | -------------------------- | ------------------------------- |
| Leonardo                | David Forman (costume)                     | Mark Caso (costume)                                             | Mark Caso (costume)        | James Arnold Taylor (voix)      |
| Leonardo                | Brian Tochi (voix)                         |                                                                 |                            | James Arnold Taylor (voix)      |
| Michelangelo            | Michelan Sisti (costume)                   | Michelan Sisti (costume)                                        | David Fraser (costume)     | Mikey Kelley (voix)             |
| Michelangelo            | Robbie Rist (voix)                         |                                                                 |                            | Mikey Kelley (voix)             |
| Donatello               | Leif Tilden (costume)                      | Leif Tilden (costume)                                           | Jim Raposa (costume)       | Mitchell Whitfield (voix)       |
| Donatello               | Corey Feldman (voix)                       | Adam Carl (voix)                                                | Corey Feldman (voix)       | Mitchell Whitfield (voix)       |
| Raphael                 | Josh Pais                                  | Kenn Troum (costume)                                            | Matt Hill (costume)        | Nolan North (voix)              |
| Raphael                 | Josh Pais                                  | Laurie Faso (voix)                                              | Tim Kelleher (voix)        | Nolan North (voix)              |
| Splinter                | Kevin Clash (voix)                         | Kevin Clash (voix)                                              | James Murray (voix)        | Mako (voix)                     |
| April O'Neil            | Judith Hoag                                | Paige Turco                                                     | Paige Turco                | Sarah Michelle Gellar (voix)    |
| Casey Jones             | Elias Koteas                               |                                                                 | Elias Koteas               | Chris Evans (voix)              |
| Shredder                | James Saito David McCharen (voix)          | François Chau David McCharen (voix) Kevin Nash (Super Shredder) |                            |                                 |
| Chef Sterns             | Raymond Serra                              | Raymond Serra                                                   |                            |                                 |
| Charles Pennington      | Jay Patterson                              |                                                                 |                            |                                 |
| Danny Pennington        | Michael Turney                             |                                                                 |                            |                                 |
| Keno                    |                                            | Ernie Reyes, Jr.                                                |                            |                                 |
| Professeur Jordan Perry |                                            | David Warner                                                    |                            |                                 |
| Whit                    |                                            |                                                                 | Elias Koteas               |                                 |
| Mitsu                   |                                            |                                                                 | Vivian Wu                  |                                 |
| Yoshi                   |                                            |                                                                 | Travis A. Moon             |                                 |
| Kenshin                 |                                            |                                                                 | Henry Hayashi              |                                 |
| Narrateur               |                                            |                                                                 |                            | Laurence Fishburne              |
| Max Winters             |                                            |                                                                 |                            | Patrick Stewart (voix)          |
| Tatsu                   | Toshishiro Obata Michael McConnohie (voix) | Toshishiro Obata Michael McConnohie (voix)                      |                            |                                 |
| Tokka                   |                                            | Mark Ginther (costume) Frank Welker (voix)                      |                            |                                 |
| Rahzar                  |                                            | Kurt Bryant (costume) Frank Welker (voix)                       |                            |                                 |
| Lord Norinaga           |                                            |                                                                 | Sab Shimono                |                                 |
| Walker                  |                                            |                                                                 | Stuart Wilson              |                                 |
| Niles                   |                                            |                                                                 | John Aylward               |                                 |
| Karai                   |                                            |                                                                 |                            | Zhang Ziyi (voix)               |
| Général Aguila          |                                            |                                                                 |                            | Kevin Michael Richardson (voix) |
| Général Gato            |                                            |                                                                 |                            | Fred Tatasciore (voix)          |
| Colonel Santino         |                                            |                                                                 |                            | John DiMaggio (voix)            |
| Général Serpiente       |                                            |                                                                 |                            | Paula Mattioli (voix)           |

## Rebootde la série

### Fiche technique
| Titre                       | Ninja Turtles (2014)             | Ninja Turtles 2 (2016)                           |
| --------------------------- | -------------------------------- | ------------------------------------------------ |
| Titre original              | Teenage Mutant Ninja Turtles     | Teenage Mutant Ninja Turtles: Out of the Shadows |
| Titre québécois             | Les Tortues Ninja                | Les Tortues Ninja : La Sortie de l'ombre         |
| Réalisateur                 | Jonathan Liebesman               | Dave Green                                       |
| Scénaristes                 | Josh Appelbaum                   | Josh Appelbaum                                   |
| Scénaristes                 | André Nemec                      |                                                  |
| Scénaristes                 | Evan Daugherty                   |                                                  |
| Monteurs                    | Joel Negron                      | Christian Wagner                                 |
| Monteurs                    | Glen Scantlebury                 |                                                  |
| Musique                     | Brian Tyler                      | Steve Jablonsky                                  |
| Photographie                | Lula Carvalho                    | Lula Carvalho                                    |
| Producteurs                 | Michael Bay                      | Michael Bay                                      |
| Producteurs                 | Galen Walker                     |                                                  |
| Producteurs                 | Bradley Fuller                   |                                                  |
| Producteurs                 | Andrew Form                      |                                                  |
| Producteurs                 | Scott Mednick                    |                                                  |
| Sortie                      | 8 août 2014                      | 3 juin 2016                                      |
| Sortie                      | 15 octobre 2014                  | 29 juin 2016                                     |
| Durée                       | 101 minutes                      | NC                                               |
| Budget                      | 125 000 000 $                    | NC                                               |
| Genres                      | Action, comédie, science-fiction | Action, comédie, science-fiction                 |
| Pays d'origine              | États-Unis                       | États-Unis                                       |
| Sociétés de production      | Nickelodeon Movies               | Nickelodeon Movies                               |
| Sociétés de production      | Paramount Pictures               |                                                  |
| Distributeur aux États-Unis | Paramount Pictures               | Paramount Pictures                               |

### Distribution
| Personnages     | Films                   | Films                  |
| Personnages     | Ninja Turtles (2014)    | Ninja Turtles 2 (2016) |
| --------------- | ----------------------- | ---------------------- |
| Leonardo        | Pete Ploszek            | Pete Ploszek           |
| Leonardo        | Johnny Knoxville (voix) |                        |
| Michelangelo    | Noel Fisher             | Noel Fisher            |
| Donatello       | Jeremy Howard           | Jeremy Howard          |
| Raphael         | Alan Ritchson           | Alan Ritchson          |
| Splinter        | Danny Woodburn          | Danny Woodburn         |
| Splinter        | Tony Shalhoub (voix)    |                        |
| April O'Neil    | Megan Fox               | Megan Fox              |
| Casey Jones     |                         | Stephen Amell          |
| Shredder        | Tohoru Masamune         | Brian Tee              |
| Eric Sacks      | William Fichtner        | William Fichtner       |
| Vernon Fenwick  | Will Arnett             | Will Arnett            |
| Baxter Stockman | K. Todd Freeman         | Tyler Perry            |
| Karai           | Minae Noji              | Brittany Ishibashi     |

## Accueil

### Box-office
| Film                                                                           | Année | Recettes au box-office | Recettes au box-office | Recettes au box-office | Entrées en France | Entrées en France | Budget        | Sources |
| Film                                                                           | Année | États-Unis             | Reste du monde         | Monde                  | Total France      | Paris             | Budget        | Sources |
| ------------------------------------------------------------------------------ | ----- | ---------------------- | ---------------------- | ---------------------- | ----------------- | ----------------- | ------------- | ------- |
| Les Tortues ninja                                                              | 1990  | 135 265 915 $          | 66 700 000 $           | 201 965 915 $          | 1 191 665         | 294 266           | 13 500 000 $  | ,       |
| Les Tortues ninja 2                                                            | 1991  | 78 656 813 $           |                        |                        | 797 844           | 129 942           | 25 000 000 $  | ,       |
| Les Tortues ninja 3                                                            | 1993  | 42 273 609 $           |                        |                        | 300 788           | 47 951            | 21 000 000 $  | ,       |
| TMNT : Les Tortues Ninja                                                       | 2007  | 54 149 098 $           | 41 459 878 $           | 95 608 976 $           | 133 939           | 34 419            | 34 000 000 $  | ,       |
| Ninja Turtles                                                                  | 2014  | 191 204 754 $          | 293 800 000 $          | 485 004 754 $          | 1 783 919         | 466 221           | 125 000 000 $ | ,       |
| Ninja Turtles 2                                                                | 2016  | 82 051 601 $           | 63 572 247 $           | 245 623 848 $          | 787 785           | 215 748           | 135 000 000 $ | ,       |
| N.B. : une cellule grise indique que les informations ne sont pas disponibles. |       |                        |                        |                        |                   |                   |               |         |